# Првенство Југославије у ватерполу 1945.
Прво послератно Првенство Југославије у ватерполу 1945. одржано је од 7. до 9. септембра у Љубљани на пливалишту ПК Илирија, а такмичило се 6 екипа народних република, Југословенске армије и АП Војводине.
Играо се турнир у једној групи по једноструком бод систему (свако са свким једну утакмицу). Прво место освојила је екипа НР Хрватске са освојених 10 бодова, без изгубљене утакмице и гол разликом 50:2.

## Табела
|    | Екипа                | И | Д | Н | И | ДГ | ПГ | ГР  | Бод. |
| -- | -------------------- | - | - | - | - | -- | -- | --- | ---- |
| 1. | НР Хрватска          | 5 | 5 | 0 | 0 | 50 | 2  | +48 | 10   |
| 2. | Југословенска армија | 5 | 4 | 0 | 1 | 45 | 6  | +39 | 8    |
| 3. | НР Словенија         | 5 | 2 | 0 | 3 | 9  | 18 | -9  | 4    |
| 4. | НР Црна Гора         | 5 | 2 | 0 | 3 | 8  | 31 | -23 | 4    |
| 5. | АП Војводине         | 4 | 1 | 0 | 3 | 5  | 28 | -23 | 2    |
| 6. | НР Србија            | 4 | 0 | 0 | 4 | 2  | 34 | -32 | 0    |

Утакмица између репрезентација АП Војводине и НР Србије није одржана због поодмаклог времена. Било је предвиђено да се ова утакмица накнадно одигра у Београду, али хладно време спречило је одржавање тог меча.